# Alexandru Corovai
Alexandru Corovai, także Alexandru Korovai (ur. 3 stycznia 1977) – mołdawski strzelec, złoty medalista mistrzostw świata juniorów i mistrzostw Europy juniorów.

## Kariera sportowa
Corovai 3 razy stanął na podium mistrzostw świata juniorów. Dokonał tego na zawodach w 1994 roku, kiedy został drużynowym mistrzem świata w pistolecie sportowym z 25 m, pistolecie standardowym z 25 m i w pistolecie dowolnym z 50 m (we wszystkich konkurencjach drużynowych Mołdawię reprezentowali: Anatolie Corovai, Alexandru Corovai i Viktor Vierou). Na tych samych zawodach zajął indywidualnie 4. miejsce w strzelaniu z pistoletu dowolnego z 50 m i pistoletu standardowego z 25 m, zaś w pistolecie sportowym z 25 m był 10. zawodnikiem mistrzostw.
Podczas mistrzostw Europy juniorów zdobył przynajmniej 3 medale. W 1994 roku został indywidualnym wicemistrzem kontynentu w pistolecie dowolnym z 50 m, a 2 lata później brązowym medalistą. W międzyczasie został indywidualnym złotym medalistą, zwyciężając w 1995 roku w pistolecie sportowym z 25 m. Kilkukrotnie uczestniczył w seniorskich mistrzostwach świata i Europy, jednak bez zdobyczy medalowych. Startował również w Pucharze Świata, zajmując m.in. 18. miejsce w 2001 roku w pistolecie pneumatycznym z 10 m.

## Wyniki

### Medale mistrzostw świata juniorów
Opracowano na podstawie materiałów źródłowych:
| Mistrzostwa   | Konkurencja                       | Wynik             | Miejsce |
| ------------- | --------------------------------- | ----------------- | ------- |
| Mediolan 1994 | Pistolet sportowy, 25 m, druż.    | 1722 pkt. (druż.) |         |
| Mediolan 1994 | Pistolet dowolny, 50 m, druż.     | 1630 pkt. (druż.) |         |
| Mediolan 1994 | Pistolet standardowy, 25 m, druż. | 1637 pkt. (druż.) |         |

### Medale mistrzostw Europy juniorów
Opracowano na podstawie materiału źródłowego:
| Mistrzostwa  | Konkurencja             | Wynik                 | Miejsce |
| ------------ | ----------------------- | --------------------- | ------- |
| Wrocław 1994 | Pistolet dowolny, 50 m  | 638,5 pkt. (545+93,5) |         |
| Zurych 1995  | Pistolet sportowy, 25 m | 581 pkt.              |         |
| Sofia 1996   | Pistolet dowolny, 50 m  | 646,9 pkt. (551+95,9) |         |